# Koanalatresi
Koanalatresi är tillslutning av den ena eller båda bakre näsöppningarna. Detta innebär att det i de bakre näsöppningarna (mot svalget) finns en förträgning som består av ben- eller broskvävnad. Detta leder till att luften inte kan passera till luftrören via näsan utan gör att barnet måste andas genom munnen. Om förträngningen är enkelsidig utgör den inte någon större fara är den däremot dubbelsidig måste den opereras bort tidigt eftersom ett nyfött barn är beroende av att andas genom näsan, bland annat för att kunna äta.